# Jens Isak de Lange Kobro
Jens Isak de Lange Kobro (né le 20 août 1882 à Vestre Moland (no), Aust-Agder - 1967) est un juriste et homme politique norvégien, Ministre de la défense de 1933 à 1935.

## Biographie
Il est chef de la police à Vardø de 1917 à 1923, magistrat en Malangen dans le comté de Troms de 1923 à 1947 et à Lillesand de 1947 à 1952.

Il est maire de la ville de Tromsø de 1928 à 1931 puis en 1945.

Il est membre du Parlement pour les villes du nord de la Norvège de 1931 à 1936 puis Ministre de la défense.